# 奧希爾特里縣 (德克薩斯州)
奧希爾特里縣（英語：Ochiltree County）是美国德克萨斯州東北部鍋柄地區的一個縣，北鄰奧克拉荷馬州，面積2,378方公里。根據2020年美國人口普查，共有人口10,015人。縣治佩里頓（Perryton）。該縣成立於1876年8月21日，縣政府成立於1889年2月21日；縣名紀念歷任德克萨斯共和国財政部長、司法部長的威廉·貝克·奧希爾特里（William Beck Ochiltree）。
本縣為一禁酒的縣。